# 城西街道 (玉林市)
城西街道，是中华人民共和国广西壮族自治区玉林市玉州区下辖的一个乡镇级行政单位。

## 行政区划
城西街道下辖以下地区：
庆丰社区、江岸社区、新团社区、林村、莲塘村、永上村、新定村、玉豸村和五联村。